# Skin Gang (film)
Pour les articles homonymes, voir Skins.
Pour plus de détails, voir Fiche technique et Distribution.
Skin Gang (Skins) est un film américain réalisé en 1994 par Wings Hauser.

## Synopsis
Une nuit à Los Angeles, deux skinheads croisent Marjoe, un jeune homosexuel de 15 ans. Ils décident de l'amener de force à leur quartier général où il sera passé à tabac par toute la bande, puis abandonné nu sur un trottoir. Sa mère, Maggie, qui refuse de laisser le crime impuni, va reprendre contact avec son ex-mari, Joe, un ancien flic maintenant ivrogne qui s'est installé au Mexique, afin de venger leur fils.

## Distribution
- Wings Hauser : Joe Joiner
- Linda Blair : Maggie Joiner
- Cole Hauser : Bentz
- Talbert Morton : Joyboy
- Dave Buzzotta : Marjoe Joiner
- Carmen Zapata : Roses
- Ernest Harden Jr. : Tony
- Beano : Leonardo
- Tom Hallick